# För vänskaps skull
För vänskaps skull är en svensk dramafilm från 1965 i regi av Hans Abramson.

## Om filmen
Filmen premiärvisades 1 mars 1965 på biograf Fanfaren i Stockholm. Den spelades in i Filmstaden Råsunda med exteriörer från Norrtälje av Gunnar Fischer.  Som förlaga har man Kristina Ahlmark Michaneks debattbok Jungfrutro och dubbelmoral, som utkom 1962.

## Roller i urval
- Harriet Andersson - Kajsa Håkansson, journalist
- George Fant - Marcus L. Johanesson, konstnär
- Ingvar Hirdwall - Jens Mattsson, magister
- Lars Lind - Anders, pressfotograf
- Sven-Bertil Taube - Svante
- Mona Malm - Anne-Sofi, "den kvinnliga"
- Sif Ruud - Mia Häger, föredragshållare
- Catrin Westerlund - Ulla Möberg
- Catherine Berg - Eva
- Märta Dorff - Brita, Evas mor
- Marianne Stjernqvist - redaktrisen
- Birgitta Valberg - nunnan
- Meta Velander - Vera Björk, korrekturläsare
- Sigge Fürst - borgmästaren
- Ulf Johanson - Holger Berg, chefredaktör